# Ліра
«Лі́ра» (до 2014 года «Национальная музыкальная премия»)— белорусская национальная музыкальная премия в области популярной музыки, основанная 24 декабря 2010 года по инициативе Министерства культуры Республики Беларусь.
В 1994 году предшественницей этой премии была «классич. бел. Залатая ліра». С 2011 года проводилась ежегодно телеканалом «СТВ», с 2014 года – через 2 года телеканалом «ОНТ».

## История

### Предыстория
15 октября 2010 года председатель Белтелерадиокомпании Александр Зимовский сообщил, что Министерство культуры Республики Беларусь предложило создать в декабре республиканский телеконкурс «Национальная музыкальная премия». Награды должны были быть вручены в номинациях: «Лучшая песня года», «Лучший исполнитель», «Лучшая группа», «Открытие года» и «За вклад в развитие белорусской эстрады». 24 декабря 2010 года Совет Министров Республики Беларусь принял постановление № 1885 «бел. Аб зацвярджэннi Палажэння аб рэспублiканскiм конкурсе „Нацыянальная музычная прэмiя ў галiне эстраднага мастацтва“». Во 2 пункте Положения в качестве цели конкурса были обозначено продвижение творчества талантливых белорусских эстрадных исполнителей, а также композиторов, поэтов-песенников, звукорежиссёров, аранжировщиков, продюсеров и журналистов. 3 пункт документа определил перечень номинаций, по которым может проводиться конкурс: 3.1. номинации, победители в которых определяются экспертным советом с учётом результатов интернет- и SMS-голосования (6): «Лучшая песня года», «Лучший исполнитель», «Лучший коллектив исполнителей», «Открытие года», «Лучший композитор» и «Лучший поэт-песенник»; 3.2. номинации, победители в которых определяются экспертным советом (10): «Лучшая белорусскоязычная песня года», «Лучший музыкальный альбом», «Лучшая аранжировка», «Лучшая концертная программа», «Лучший концерт за рубежом», «Лучший клип года», «Лучший журналист», «Лучший звукорежиссёр», «Лучший продюсер» и «За вклад в развитие белорусской эстрады». Согласно 4 пункту «конкурс проводится ежегодно в период с января по декабрь», а «победители конкурса определяются по итогам их деятельности за текущий год». Кроме того, «результаты конкурса подводятся в декабре». Согласно 6 пункту, «организаторами конкурса являются Министерство культуры Республики Беларусь и ЗАО „Столичное телевидение“», обеспечивающие «подготовку и трансляцию гала-концерта». Так, «изготовление телевизионной версии гала-концерта, анонсирование и информационное обеспечение конкурса осуществляет ЗАО „Столичное телевидение“» единолично, как и «создание информационно-рекламных роликов, их прокат по телевидению и радио». Согласно 7 пункту, «состав организационного комитета утверждается Министерством культуры Республики Беларусь по согласованию с ЗАО „Столичное телевидение“». В 8-м пункте было отмечено, что оргкомитет «определяет номинации, по которым проводится конкурс», и «утверждает состав отборочной комиссии, экспертного совета и счётной комиссии». Согласно главе 3 Положения конкурс проводят в 3 этапа. В номинациях, предусматривающих интерактивное голосование в эфире радиовещания и на сайтах радиостанций, отбор на первом этапе осуществляется по результатам такого голосования. Отборочная комиссия определяет на первом этапе трёх конкурсантов по каждой номинации, среди которых совет экспертов на втором этапе выбирает победителя. На заключительном третьем этапе счётная комиссия суммирует баллы экспертного совета и по итогам интерактивного голосования во время гала-концерта конкурсантов в номинациях с таким голосованием. Согласно 26 пункту «победитель в номинации „Лучшая песня года“ получает денежную премию в размере 95 базовых величин (3,325 млн рублей; $ 1111) и сертификат на создание музыкального клипа. В номинации награждаются исполнитель и авторы песни». В других номинациях с интерактивным голосованием награждают 77 базовыми величинами (БВ). В соответствии с 27 пунктом, «победитель в номинации „Лучшая белорусскоязычная песня года“ получает денежную премию в размере 73 базовых величин» (2,555 млн рублей; $ 853). В номинации «За вклад в развитие белорусской эстрады» награда составляла 70 БВ, в других номинациях – по 62 БВ. Кроме того, награду за «Лучший музыкальный альбом» разделяют исполнитель и продюсер, а за «Лучший клип года» – сценарист, режиссёр, оператор и монтажёр.

### Ліра 2011
1 апреля 2011 года начальник управления искусств Министерства культуры Республики Беларусь Михаил Козлович уточнил, что на гала-концерте в конце года оценка будет на 50% состоять из мнений профессионального жюри и на 50% из результатов голосования зрителей. 1 ноября 2011 года 1-й заместитель министра культуры Республики Беларусь Владимир Карачевский сообщил, что для участия в конкурсе заявки стоит направлять начиная с 15 ноября в Молодёжный театр эстрады. Карачевский обвестил, что зрители смогут проголосовать за артистов, которые соревнуются за 5 из 16 наград. На 2011 год определили следующие номинации: «Лучшая белорусскоязычная песня года», «Лучшая песня года», «Лучшее женское пение», «Лучшее мужское пение», «Лучшая музыкальная группа», «Открытие года», «Лучший автор музыки», «Лучший автор слов», «За вклад в развитие белорусской эстрады», «Лучший альбом года», «Лучший концерт года», «Лучший клип года», «Лучший журналист (музыкальный критик)», «Лучший продюсер», «Лучший гастрольный тур» и «Звёздочка года (лучший юный исполнитель)». Скульптор Андрей Хотяновский разработал дизайн статуэтки для вручения победителям, что сочла белорусский орнамент, звезду и ноты. Заместитель генерального директора «СТВ» Павел Кореневский сообщил, что композитор Евгений Олейник написал музыку для вручения премии, которая объединила в себе классическое, популярное и фольклорное направление. Кореневский признал, что на конкурс принимаются заявки белорусских исполнителей из-за рубежа. К рассмотрению принимались песни, написанные с декабря 2010 года до ноября 2011 года. В экспертный совет вошло 100 человек. Режиссёрами гала-концерта в минском Дворце Республики, определённом на 13 декабря, выступили Вячеслав Панин и Александр Вавилов. Билеты на шоу стоили в диапазоне от 20 до 50 тысяч белорусских рублей ($2,4—$5,9). 1 декабря 2011 года руководитель продюсерского центра «СТВ» Анастасия Гузель-Ганиева сообщила, что на сайте телеканала началось голосование за «Приз зрительских симпатий». Экспертный совет возглавил Анатолий Ярмоленко. На конкурс поступило 545 заявок. 13 декабря 2011 года стали известны лауреаты:
- «Лучшая белорусскоязычная песня года» – «бел. Белая ластаўка» (музыка Владимира Кондрусевича, слова Ольги Болдыревой, поёт Алёна Ланская)
- «Лучшая песня года» – «Корабли» (Дмитрий Колдун)
- «Лучшее женское пение» – Инна Афанасьева
- «Лучшее мужское пение» – Алексей Хлестов
- «Лучшая музыкальная группа» – «Троица»
- «Открытие года» – Тео
- «Лучший автор музыки» – Леонид Ширин
- «Лучший автор слов» – Нина Богданова
- «Лучший альбом года» – «Том первый» (Анна Хитрик и группа «S°unduk»)
- «Лучшая аранжировка» – Саша Немо
- «Лучший концерт года» – «Любовь-судьба» в Летнем амфитеатре 4 мая 2011 года (Ядвига Поплавская и Александр Тиханович)
- «Лучший гастрольный тур» – «Электрификация всей страны» («J:Морс»)
- «Лучший клип года» – «See You in Vegas» («Litesound»)
- «Лучший журналист (музыкальный критик)» – Олег Климов («Советская Белоруссия»)
- «Лучший продюсер» – Максим Олейников (группа «Топлес»)
- «За вклад в развитие белорусской эстрады» – Владимир Мулявин (ансамбль «Песняры») (посмертно)
- «Звёздочка года (лучший юный исполнитель)» – Лидия Заблоцкая[11]

Специальные награды были присуждены в категориях:
- «Авторский дебют» – «ProSSpekt»
- «Лучшая постановка номера (за яркий сценический образ)» – Венера
- «Лучший дуэт» – «Только ты» (Вадим Галыгин и Илья Митько)
- «За развитие традиции белорусской песни» – Михаил Финберг[12]
- «Приз зрительских симпатий» – «В последний раз» (музыка Олега Молчана, слова Ирины Видовой, поёт Ирина Видова)[13]

### Ліра 2012
16 ноября 2012 года заместитель министра культуры Республики Беларусь Владимир Карачевский сообщил, что II Национальную музыкальную премию вручат в 19 номинациях. Приём заявок длился 2 недели до 1 декабря. 12 декабря 2012 года на гала-концерте во Дворце спорта победителям раздали награды по следующим номинациям:
- «Лучшая белорусскоязычная песня года» – «бел. Прыяжджайце да нас у Беларусь» (Анатолий Ярмоленко)
- «Лучшая песня года» – «Не обижай меня» (Лариса Грибалёва)
- «Лучший поп-исполнитель (коллектив)» – Саша Немо
- «Лучший рок-исполнитель (коллектив)» – «Open Space»
- «Лучший джаз-исполнитель (коллектив)» – «Apple Tea»
- «Лучший этно-фолк-исполнитель (коллектив)» – «Стары Ольса»[К 1][17]
- «Открытие года» – «IOWA»
- «Лучший автор музыки» – Герман[бел.] (песня «В тишине рассвета»)
- «Лучший автор слов» — Ярослав Ракитин (песня «Слышишь, я иду к тебе»)
- «Лучший музыкальный альбом» — «Мне с тобою повезло» («Тяни-Толкай»)
- «Лучший аранжировщик» – Юрий Ващук
- «Лучший концерт года» – «Звезда» («Без билета»)
- «Лучший гастрольный тур» – «Берега» (Александр Солодуха)
- «Лучший клип года» – «Красота» («Лермонт»)
- «Лучший журналист (музыкальный критик)» — Сергей Андрианов
- «Лучшая песня (музыкальный альбом) для кино, телевидения» — музыка для фильма «Селитра № 7» («Drum Ecstasy»)
- «Лучший продюсер» — Владимир Кубышкин
- «За вклад в развитие современной музыки» — Яков Науменко (посмертно)
- «Звёздочка года (лучший юный исполнитель)» – Александра Локтионова[18][19][20]

Специальные награды были присуждены в категориях:
- «Дебют года» – Юлия Жидкая
- «Юбилей года» — Александр Тиханович
- «Креатив года» — Александра Солодуха и участники проекта «Поющие города» из Минска
- «Надежда года» — Алёна Ланская
- «Дублёры года» — участники проекта «Поющие города» из Рогачёва[21]

Всего на конкурс было подано около 1000 заявок.

### Ліра 2013
В промежуток с 1 по 21 ноября 2013 года был проведён сбор заявок на III Национальную музыкальную премию. Песни, обнародованные с 1 ноября 2012 года по 31 октября 2013 года, принимали на электронную почту. Награждение назначили на 16 декабря во Дворце республики. Билеты на шоу стоили от 50 до 150 тысяч белорусских рублей ($5,3—$15,9). 16 декабря премией наградили лауреатов в следующих номинациях:
- «Лучшая белорусскоязычная песня года» – «бел. Танчыць» («ili-ili[бел.]»)
- «Лучшая песня года» – «Падал первый снег» (музыка Евгения Олейника, слова Юлии Быковой, поёт Инна Афанасьева)
- «Лучший поп-исполнитель (коллектив)» – Алёна Ланская
- «Лучший рок-исполнитель (коллектив)» – «Без билета»
- «Лучший джаз-исполнитель (коллектив)» – «Apple Tea»
- «Лучший этно-фолк-исполнитель (коллектив)» – «Хорошки»
- «Лучший автор музыки» – Леонид Ширин и Юрий Ващук (песня «Беларусь великая»)
- «Лучший автор слов» – Павел Бертош («Ты больше не моя», поёт Алексей Хлестов)
- «Лучший музыкальный альбом» — «Traukamurauka» («KRIWI»)
- «Лучший аранжировщик» — Святослав Позняк (песня «Летняя», поёт Искуи Абалян)
- «Лучший концерт года» – «Дым над водой» (Президентский оркестр Республики Беларусь)
- «Лучший гастрольный тур» – «Что в этом сердце» (Гюнеш Абасова) и «бел. Як жа край наш не любіць» («Форс-Минор» и Ирина Дорофеева)
- «Лучший клип года» – «Станция» («У нескладовае» и «Братья Грим»; режиссёр Дмитрий Войтенко)
- «Лучший журналист (музыкальный критик)» — Татьяна Мушинская («Мастацтва[бел.]»)
- «Лучшая песня для кино» — «Следы апостолов» из фильма «Следы апостолов» (авторы музыки: Максим Алейников, Феликс Луцкий, автор слов Елена Ярмолович, поёт Валерий Дайнеко)
- «За вклад в развитие современной музыки» — Эдуард Ханок
- «За лучшую хореографию» — «Тренд делюкс»
- «Новые имена» — Юлия Фомкина
- «Народный хит» — «Верас»
- «Лучший юный исполнитель» — Илья Волков[31][32][33][34][35][36].

Всего на конкурс было подано около 300 заявок.

### Ліра 2014
30 октября 2014 года Национальная музыкальная премия получила название «бел. Ліра». Отбор стали проводить на «ОНТ», на сайте которого разместили хит-парад из почти 70 песен. На 22 ноября определили начало пяти отборочных концертов. На январь 2015 года запланировали награждение. По 4 номинациям отбор предусматривал голосование профессионального жюри и зрителей: «Лучшее музыкальное произведение на белорусском языке», «Лучший исполнитель года», «Лучшая песня года» и «Лучший клип года». Ещё по 9 номинациям итог определялся решениями судей: «Лучший автор музыки», «Лучший автор слов», «Лучший аранжировщик», «Продюсер года», «Лучший организатор концертов», «Лучший музыкальный телепроект в сфере эстрадного творчества», «Открытие года», «Меценат культуры Беларуси в сфере популярного эстрадного творчества» и «За вклад в развитие эстрадной популярной музыки». Среди 65 песен на конкурсе 10 были белорусскоязычными. 31 января 2015 года во Дворце Республики статуэтки бронзовой дивы вручили лауреатам в категориях:
- «Лучший исполнитель года» – Тео
- «Лучшая песня года» – «Cheescake» (Тео)
- «Лучшая песня на белорусском языке» — «бел. Абдымi мяне» («NaviBand»)
- «Лучший клип года» — «You Will Be Here» (Жанет)
- «Открытие года» — «Misters»
- «Лучший автор музыки» — Леонид Ширин
- «Лучший автор слов» — Елена Ярмолович
- «Лучший аранжировщик» — Андрей Саврицкий
- «Продюсер года» — продюсерский центр «Спамаш»
- «Лучший организатор концертов» — «Профиартвидеон» (Ядвига Поплавская и Александр Тиханович)
- «За популяризацию белорусской музыки за рубежом» — «IOWA»
- «За вклад в развитие эстрадной популярной музыки» – Ядвига Поплавская и Александр Тиханович
- «Лучший музыкальный телепроект в сфере эстрадного творчества» — «Легенды.Live»
- «Стиль года» — Алексей Гросс
- «Меценат культуры Беларуси в сфере популярного эстрадного творчества» — «Беларуськалий»[40][41][42][43][44][45]

### Ліра 2016
27 октября 2016 года после годичного перерыва Министерство культуры Республики Беларусь обвестило о начале отбора на премию «Ліра» в 12 номинациях. Принимались к рассмотрению песни, обнародованные с января по декабрь 2016 года. Награда составила 77 базовых величин. На сайте телеканала «ОНТ» начали голосование в 6 номинациях: «Лучшая песня на белорусском языке», «Лучший исполнитель года» (среди мужчин), «Лучший исполнитель года» (среди женщин), «Лучший коллектив исполнителей», «Лучшая песня года» и «Лучший клип года». Жюри выбирало победителей в 3 номинациях: «Лучший автор музыки», «Лучший автор слов», «Лучший аранжировщик». Организаторы конкурса определяли победителей по предложению жюри в остальных 3 категориях: «Открытие года», «Стиль года» и «Наши за границей». 27 января 2017 года определили номинантов в категории «Лучшая песня на белорусском языке»: «бел. Той дзень» (музыка Леонида Ширина, слова Романа Колодко, поёт Кирилл Ермаков), «бел. Блізка» (слова и музыка Владимира Пугача, поёт «J:Морс»), «бел. Гісторыя майго жыцця» (слова и музыка Артёма Лукьяненко, поёт «NaviBand»). 9 февраля 2017 года вручили награды:
- «Лучший коллектив исполнителей» – «J:Морс»
- «Лучшая песня года» – «бел. Блізка» («J:Морс»)
- «Лучшая песня на белорусском языке» — «бел. Гісторыя майго жыцця» («NaviBand»)
- «Лучший исполнитель года» (среди мужчин) – Саша Немо
- «Лучший исполнитель года» (среди женщин) – Инна Афанасьева
- «Наши за границей» – Дмитрий Колдун[48][49]
- «Открытие года» – «Радиоволна[бел.]»
- «Лучший клип года» — «Адрес — планета Земля» («Без билета», режиссёр Михаил Быченок)
- «Лучший автор музыки» — Елена Атрашкевич
- «Лучший автор слов» — Олег Жуков
- «Лучший аранжировщик» — Святослав Позняк
- «Стиль года» – «Провокация»
- «Меценат культуры Беларуси» — «Амкодор»[50].

## Критика
В начале 2013 года Дмитрий Подберезский с радио «Свобода» в своей колонке на Хартии’97 посетовал, что организаторы премии в своих номинациях «не замечают» достаточно популярных, но частично зацензурированных в стране артистов: Сергея Михалка, Лявона Вольского, Александра Куллинковича. Он же на запрос БелаПАН раскрыл порочную практику массового использования фонограммы на концертах, в то время как сами журналисты агентства нашли доказательства плагиата в отдельных песнях номеров выступающих.
В 2014 году Александр Чернухо, редактор Ultra-music.com, по итогам освещения трёх церемоний резко негативно оценил реализацию присвоения наград музыкальной премии: «Год за годом мы наблюдали за колоссальными недоработками, ошибками и профанациями: награду за лучшую песню года получает Лариса Грибалёва, которая сидит в жюри, Ирину Дорофееву путают с Искуи Абалян, у Валерия Дайнеко обрывается фонограмма, и оказывается, что он не знает слов песни».
Певица Ирина Видова, обладатель приза зрительских симпатий в 2011 году, в ряде колонок на БелаПАН соглашалась с критикой реализации вручения премии от ряда журналистов, приводя и свои примеры халатности организаторов, и акцентировала внимание на необходимости большей прозрачности в голосованиях, плюрализма в процессе номинирования конкурсантов и формировании состава жури, постоянства в правилах конкурса, привлечения специалистов альтернативных телеканалов и СМИ к его организации, тем не менее заключая значимость и важность проекта в национальном масштабе в целом.
Дмитрий Безкоровайный, основатель музыкального портала «Experty.by», в 2013 году отмечал, что премия есть «большой проект, который показывают по телевидению», и «за победу на котором люди получают деньги», в то же время критик поставил под сомнение качественный состав жюри на примере анализа II церемонии, что вкупе с иными недостатками подрывает её национальный статус.
Он же на запрос Тараса Тарлалицкого из «Белорусов и рынка» подтвердил мнение интервьюера о том, что экономические проблемы добрались и до отечественной эстрады с отменой «директивной и искусственной» церемонии в 2015 году: «Есть приказ – делает какой-нибудь назначенный телеканал. Нет приказа – никто не делает. Это показатель уровня профессиональных взаимоотношений внутри эстрадного сообщества Беларуси, его избалованности государственным вниманием. За премией не стоит ни профессиональное сообщество, как во многих странах, ни инициативная группа. Минкульт же не должен ввязываться в подобные проекты».
Павел Свердлов, редактор KYKY.ORG, в обзоре всех музыкальных премий Беларуси на 2013 год описал вторую церемонию как действо, которое «напоминало раздачу государственных премий СССР», однако «с той разницей, что среди лауреатов нет-нет, да и проскакивали представители альтернативной сцены».

## Комментарии
1. ↑  Группа вернула награду Министерству культуры Республики Беларусь обратно в 2020 году, так как «государство начало открытый геноцид собственного народа» (см. Акции протеста в Беларуси (2020))[16]

## Внешние ссылки
- Уладальнікі Нацыянальнай музычнай прэміі. Беларускае тэлеграфнае агенцтва (14 февраля 2011). Дата обращения: 22 февраля 2019.
  - У Беларусі аб’яўленыя пераможцы Нацыянальнай музычнай прэміі // 13 сьнежня 2012 г.
  - Нацыянальная музычная прэмія ў галіне папулярнай музыкі «Ліра» // 10 лютага 2017 г.
- Таццяна Матусевіч. Нацыянальная музычная прэмія «Ліра» назвала ляўрэатаў. Газэта «Культура» (31 января 2015). Дата обращения: 22 февраля 2019.